# Konditor

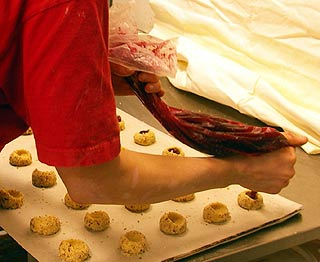
En svensk konditor bakar småkakor.

En konditor är en person som yrkesmässigt tillverkar finare bakverk, exempelvis bakelser, tårtor, konfektyr, praliner och kakor. Konditorer kan arbeta i mindre bageri med tillhörande konditori, i butik eller på ett industribageri. En i Sverige försvinnande liten grupp är restaurangkonditorer, som i äldre tiders restaurangkök försåg gästerna med desserter. Idag produceras restaurangdesserter i stor utsträckning av kallskänk eller varmkök, eller köps åtminstone delvis som halv- eller helfabrikat, vilket gör det allt svårare att finna till exempel glass och sorbet som restaurangköket självt tillagat.
Arbetsuppgifterna för en konditor är varierande, allt från att säkerställa hygienkraven och beställa varor till att vispa grädde, baka anslag (tårtbottnar), fylla och glasera mazariner, lägga ihop tårtor, vispa mousser och dekorera bröllopstårtor. På ett lokalt bageri börjar arbetsdagen vid tidig morgon (klockan 4–5 är inte ovanligt) för att se till att kunderna har färska bakverk från butikens öppning.
Från början betydde egentligen titeln konditor att man var en sockerbagare som var hovleverantör.

## Sverige
Den som vill bli konditor i Sverige kan gå Livsmedelsprogrammet i gymnasieskolan. Det finns också olika lokala utbildningsinriktningar mot bageri och konditori på ett antal olika orter i Sverige. Lärlingsutbildning förekommer också, vilket var den vanligaste typen av utbildning förr i tiden. Än idag sägs det vara det lättaste sättet att komma in i yrket, baksidan är dock att man missar mycket regler: livsmedelshygien/fakta och dessutom ofta bara får en smal syn på yrket som gäller för just det konditori man praktiserar på. Som konditor kan man avlägga prov för gesäll- och mästarbrev.